# Alegeri prezidențiale în România, 2024
Alegerile prezidențiale au avut loc în România la 24 noiembrie 2024. Acestea au fost primele alegeri prezidențiale din România postdecembristă care au avut loc în același an cu cele parlamentare și locale după 2004, iar tot în 2024 s-au ținut alegerile europarlamentare de asemenea, fiind prima dată când toate cele patru tipuri de alegeri se desfășoară în același an.
Un al doilea tur urma să aibă loc la 8 decembrie 2024, deoarece niciun candidat nu a obținut majoritatea absolută în primul tur. Alegerile au fost însă anulate de Curtea Constituțională, după o renumărare a voturilor, și după consultarea unor documente desecretizate publicate de serviciile de informații, din care rezultă că unul dintre candidații calificați în turul al doilea a încălcat legislația electorală și a beneficiat de susținerea unui actor statal străin.

## Sistem electoral
Președintele României este ales prin votul direct al cetățenilor, în sistem de vot majoritar, în două tururi de scrutin. Durata mandatului Președintelui este de cinci ani, iar numărul maxim de mandate care poate fi obținut este de două, mandate care pot fi atât consecutive cât și non-consecutive.
Candidaturile propuse de partidele (câte un candidat pe partid politic) și de alianțele politice (partidele membre nu pot propune candidați în mod separat), precum și candidaturile independente pot fi depuse numai dacă sunt susținute de cel puțin 200.000 de alegători, potrivit legii. Un alegător poate propune mai mulți candidați.

### Calendar electoral
- 12 septembrie: Alegerea a cinci judecători de la Înalta Curte de Casație și Justiție care vor face parte din Biroul Electoral Central prin tragere la sorți de către președintele ÎCCJ.
- 14 septembrie: Alegerea președintelui BEC, prin vot secret. Alegerea vicepreședinților Autorității Electorale Permanente și cu câte un reprezentant al fiecărui partid politic parlamentar.
- 24 septembrie: Termenul–limită până la care alegătorii din străinătate se pot înregistra pentru vot la o secție de votare.
- 28 septembrie: Centralizarea de către Ministerul Afacerilor Externe a localităților din străinătate în care trebuie să fie înființate secții de votare.
- 6 octombrie: Finalizarea depunerilor candidaturilor prezidențiale. Consiliul Național pentru Studierea Arhivelor Securității (CNSAS) va verifica dacă candidații au avut sau nu calitatea de lucrători ai Securității sau de colaboratori ai acesteia.
- 9 octombrie: Publicarea declarațiilor de avere și de declarațiilor de interes ale candidaților.
- 10 octombrie: Termenul–limită până la care alegătorii din străinătate se pot înregistra pentru vot prin corespondență.
- 10 octombrie: Candidaturile rămân definitive.
- 12 octombrie: Stabilirea ordinii de înscriere în buletinul de vot.
- 25 octombrie: Începerea campaniei electorale.
- 22–23 noiembrie: Se votează în străinătate.
- 24 noiembrie: Se votează primul tur de scrutin în România de la ora 07:00 până la ora 21:00.
- 6–8 decembrie: Se votează în străinătate.
- 8 decembrie: Se votează al doilea tur de scrutin în România de la ora 07:00 până la ora 21:00.

## Context
La alegerile prezidențiale anterioare din 2019, Klaus Iohannis, candidând susținut de Partidul Național Liberal (PNL) precum și de Forumul Democrat al Germanilor din România (FDGR/DFDR), ambele formațiuni politice pe care le-a prezidat anterior, a fost reales Președintele României cu 66,09% în turul 2, având în turul al doilea parte de susținerea adițională a Uniunii Salvați România (USR), atunci USR PLUS, precum și a Partidului Mișcarea Populară (PMP), obținând inițial 37,82% în primul tur. El nu este eligibil pentru realegere potrivit articolului 81 din Constituția României.
Președintele României nu poate fi membru al unui partid și nu poate îndeplini nici o altă funcție publică sau privată pe durata mandatului său pentru a reprezenta toți cetățenii și a evita conflictele de interese. Totuși, înainte de a deveni președinte, un candidat poate avea susținerea unui partid politic și poate face parte din acesta.

## Buletinul de vot
- Poziția nr. 1 - Elena-Valerica Lasconi - Uniunea Salvați România (USR);
- Poziția nr. 2 - George-Nicolae Simion - Alianța pentru Unirea Românilor (AUR);
- Poziția nr. 3 - Ion-Marcel Ciolacu - Partidul Social Democrat (PSD);
- Poziția nr. 4 - Nicolae-Ionel Ciucă - Partidul Național Liberal (PNL);
- Poziția nr. 5 - Hunor Kelemen - Uniunea Democrată Maghiară din România (UDMR/RMDSZ);
- Poziția nr. 6 - Mircea-Dan Geoană - candidat independent;
- Poziția nr. 7 - Ana Birchall - candidat independent;
- Poziția nr. 8 - Alexandra-Beatrice Bertalan-Păcuraru - Partidul Alternativa pentru Demnitate Națională (ADN);
- Poziția nr. 9 - Sebastian-Constantin Popescu - Partidul Noua Românie (PNR);
- Poziția nr. 10 - Ludovic Orban - Forța Dreptei (FD), Alianța Forțelor de Dreapta Liberal-Conservatoare (AFDLC);[a][1][2]
- Poziția nr. 11 - Călin Georgescu - candidat independent;
- Poziția nr. 12 - Cristian Diaconescu - candidat independent;
- Poziția nr. 13 - Cristian-Vasile Terheș - Partidul Național Conservator Român (PNCR);
- Poziția nr. 14 - Silviu Predoiu - Partidul Liga Acțiunii Naționale (PLAN).

## Candidați
Pentru a participa în calitate de candidat la alegerile prezidențiale, candidatul trebuie să fie cetățean român, să aibă domiciliul stabil în România, să fi împlinit vârsta minimă de 35 de ani la data depunerii candidaturii și să nu fie lipsit de dreptul de vot printr-o hotărâre judecătorească definitivă. Conform legii electorale, fiecare candidat la prezidențiale trebuie să adune minimum 200.000 de semnături de susținere de la cetățeni cu drept de vot.
| Nume                        | Născut                              | Campanie                                      | Experiență în funcție publică | Afiliere și aprobare | Afiliere și aprobare                                       |
| --------------------------- | ----------------------------------- | --------------------------------------------- | --- | -------------------- | ---------------------------------------------------------- |
| Elena Lasconi               | 20 aprilie 1972 (52 ani) Hațeg      | Motto: Pentru toți, nu doar pentru unii!      | Primarul Municipiului Câmpulung (2020–prezent) |                      | Uniunea Salvați România (USR) Susținută de: AFDLC și REPER |
| George Simion               | 21 septembrie 1986 (37 ani) Focșani | Motto: Meritocrația conduce România!          | Deputat (2020–prezent) |                      | Alianța pentru Unirea Românilor (AUR)                      |
| Marcel Ciolacu              | 28 noiembrie 1967 (56 ani) Buzău    | Motto: Calea sigură pentru România!           | Prim-ministrul României (2023–prezent) Președintele Camerei Deputaților (2019–2020; 2021–2023) Deputat (2012–prezent) Viceprimarul Buzăului (2008–2012) Consilier județean Buzău (2004–2008) Consilier local Buzău (2000–2004)                                                                                  |                      | Partidul Social Democrat (PSD)                             |
| Nicolae Ciucă               | 7 februarie 1967 (57 ani) Plenița   | Motto: Cu onoare și credință în slujba țării! | Președintele Senatului României (2023–prezent) Prim-ministru al României (2020 ad interim/interimar; 2021–2023) Senator (2020–prezent) Ministrul Apărării Naționale (2019–2021) Șef al Statului Major al Apărării (2015–2019) Comandant divizie infanterie (2011–2014) Comandant brigadă infanterie (2009–2011) |                      | Partidul Național Liberal (PNL)                            |
| Hunor Kelemen               | 4 octombrie 1967 (57 ani) Cârța     |                                               | Viceprim-ministru (2020–2023) Ministru al Culturii (2009–2012; 2014) Deputat (2000–prezent) |                      | Uniunea Democrată Maghiară din România (UDMR/RMDSZ)        |
| Mircea Geoană               | 14 iulie 1958 (66 ani) București    | Motto: Independent, viziune, respect          | Secretar general adjunct al NATO (2019–2024) Președintele Senatului României (2008–2011) Senator (2004–2016) Ministrul Afacerilor Externe (2000–2004) Ambasadorul României în SUA (1996–2000) Director la Ministerul Afacerilor Externe (1991–1995)                                                             |                      | Independent Susținut de: MRR și PRA                        |
| Ana Birchall                | 30 august 1973 (51 ani) Mizil       | Motto: Ne facem bine!                         | Ministrul Justiției (2019) Deputat (2012–2020) |                      | Independent                                                |
| Alexandra Beatrice Păcuraru | 30 iunie 1987 (37 ani) Galați       | Motto: România se înalță cu demnitate!        | |                      | Alternativa pentru Demnitate Națională (ADN)               |
| Sebastian Popescu           | 12 febuarie 1982 (42 ani) Balș      |                                               | |                      | Partidul Noua Românie                                      |
| Călin Georgescu             | 26 martie 1962 (62 ani) București   | Motto: România se trezește!                   | Director executiv la Organizația Națiunilor Unite (2015–2016) Consilier la Organizația Națiunilor Unite (2011–2013) Director la Ministerul Afacerilor Externe (2004–2005) Director Executiv la Centrul Național pentru Dezvoltare Durabilă (2000–2011) Secretar General la Ministerul Mediului (1997–1998)      |                      | Independent                                                |
| Cristian Diaconescu         | 2 iulie 1959 (65 ani) București     | Motto: Pentru România respectată!             | Ministrul Afacerilor Externe al României (2008–2009; 2012) Ministru al Justiției (2004) Șef al Cancelariei Administrației Prezidențiale (2012–2014) Senator (2004–2012) Diplomat (1990–2004) Judecător (1983–1989)                                                                                              |                      | Independent                                                |
| Cristian Terheș             | 4 decembrie 1978 (45 ani) Zalău     | Motto: Credincios Națiunii Române!            | Europarlamentar (2019–prezent) |                      | Partidul Național Conservator Român (PNCR)                 |
| Silviu Predoiu              | 5 august 1958 (66 ani) București    |                                               | Președinte PLAN (2023–prezent) Director interimar al Serviciului de Informații Externe (2006–2007) Director adjunct al SIE (2005–2006) Șef direcția generală al SIE (2004–2005) |                      | Partidul Liga Acțiunii Naționale (PLAN)                    |

### Candidați retrași[5]
| Nume          | Născut                     | Campanie                   | Experiență în funcție publică | Afiliere și aprobare | Afiliere și aprobare                                                                   | Retragere                                    |
| ------------- | -------------------------- | -------------------------- | --- | -------------------- | -------------------------------------------------------------------------------------- | -------------------------------------------- |
| Ludovic Orban | 4 mai 1963 (61 ani) Brașov | Motto: Cinstit cu românii! | Președintele Camerei Deputaților (2020–2021) Prim-ministrul României (2019–2020) Deputat (2008–2016; 2020–prezent) Ministru al Transporturilor (2007–2008) Consilier local Sector 1 (1996–1997) Consilier local Sector 3 (1992–1996) |                      | Forța Dreptei (FD) respectiv Alianța Forțelor de Dreapta Liberal-Conservatoare (AFDLC) | 18 noiembrie 2024 (Susținere: Elena Lasconi) |

### Candidați invalidați
Pe 5 octombrie 2024, Curtea Constituțională a României a anulat înregistrarea candidaturii Dianei Șoșoacă la alegerile prezidențiale. La 7 octombrie 2024, Curtea a respins contestația ei.
| Nume          | Născut                               | Experiență în funcție publică                                                     | Afiliere și aprobare | Afiliere și aprobare    |
| ------------- | ------------------------------------ | --------------------------------------------------------------------------------- | -------------------- | ----------------------- |
| Diana Șoșoacă | 13 noiembrie 1975 (48 ani) București | Eurodeputat (2024–prezent) Senator (2020–2024) Președintele S.O.S. (2023–prezent) |                      | S.O.S. România (S.O.S.) |

## Campanie
Campania electorală pentru primul tur a început pe 25 octombrie 2024, la ora 0:00 și se va încheia pe 23 noiembrie 2024, la ora 7:00.
Până la data de 11 noiembrie 2024, nu au fost înregistrate incidente electorale.
Pentru derularea campaniei electorale, Biroul Electoral Central a stabilit o serie de măsuri:
- Este interzisă acordarea sau formularea promisiunii de acordare a unor beneficii și recompense de orice fel pentru participarea la vot.
- Integritatea panourilor, afișelor electorale și a altor materiale de propagandă electorală amplasate în locuri autorizate este asigurată de primar, cu sprijinul poliției locale.
- Primarii asigură competitorilor electorali panouri electorale distincte de cele amplasate pentru asigurarea locurilor de afișaj electoral la alegerile pentru Senat și Camera Deputaților din acest an.
- Pe un panou electoral fiecare candidat poate aplica un singur afiș electoral.
- Sunt interzise afișele electorale care combină culorile într-o succesiune care reproduce drapelul României sau al altui stat.

## Dezbateri
Dezbaterile au început pe 28 octombrie 2024, la trei zile după începerea campaniei. Până la 8 noiembrie 2024, au avut loc 19 dezbateri difuzate: 14 la televizor, patru la radio și una online. Posturile care au transmis dezbaterile au fost: TVR Info (6 dezbateri), Radio România Actualități (4 dezbateri), TVR 1 (2 dezbateri), TVR Timișoara (2 dezbateri) și următoarele (fiecare cu câte o dezbatere): A7 TV, Euronews România, România TV, Digi24 și Gândul.
| Dezbatere | Date              | Tip difuzare               | Sponsor(s)                                                          | Moderatori                        | Referințe                                                               |
| --------- | ----------------- | -------------------------- | ------------------------------------------------------------------- | --------------------------------- | ----------------------------------------------------------------------- |
| 1         | 28 octombrie 2024 | live TV                    | TVR Info                                                            | Marinela Mititelu                 | [ 10 ] [ 11 ]                                                           |
| 2         | 29 octombrie 2024 | live TV                    | TVR Info                                                            | Marinela Mititelu                 | [ 12 ] [ 13 ] [ 14 ] [ 15 ]                                             |
| 3         | 29 octombrie 2024 | live radio                 | Radio România Actualități                                           | Ianna Ioniță                      | [ 16 ] [ 17 ] [ 18 ]                                                    |
| 4         | 29 octombrie 2024 | live TV                    | TVR Info                                                            | Ștefan Onică, Loara Ștefănescu    | [ 19 ] [ 20 ] [ 21 ]                                                    |
| 5         | 30 octombrie 2024 | live radio                 | Radio România Actualități                                           | Ianna Ioniță                      | [ 22 ] [ 23 ]                                                           |
| 6         | 30 octombrie 2024 | live TV                    | A7 TV                                                               | Flori Stoian                      | [ 24 ] [ 25 ]                                                           |
| 7         | 31 octombrie 2024 | live TV                    | TVR 1                                                               | Ramona Avramescu, Marian Voicu    | [ 26 ] [ 27 ] [ 28 ]                                                    |
| 8         | 31 octombrie 2024 | live TV                    | Euronews România                                                    | Vitalie Cojocari                  | [ 29 ] [ 30 ] [ 31 ] [ 32 ] [ 33 ]                                      |
| 9         | 31 octombrie 2024 | live TV                    | TVR Info                                                            | Ștefan Onică, Loara Ștefănescu    | [ 34 ] [ 35 ] [ 36 ]                                                    |
| 10        | 1 noiembrie 2024  | live radio                 | Radio România Actualități                                           | Ianna Ioniță                      | [ 37 ] [ 38 ] [ 39 ]                                                    |
| 11        | 3 noiembrie 2024  | live TV                    | România TV                                                          | Simona Gheorghe                   | [ 40 ] [ 41 ] [ 42 ]                                                    |
| 12        | 4 noiembrie 2024  | live TV                    | TVR Info                                                            | Ștefan Onică, Loara Ștefănescu    | [ 43 ] [ 44 ] [ 45 ] [ 46 ]                                             |
| 13        | 5 noiembrie 2024  | live radio                 | Radio România Actualități                                           | Ianna Ioniță                      | [ 47 ] [ 48 ]                                                           |
| 14        | 5 noiembrie 2024  | live TV                    | TVR 1                                                               | Marian Voicu                      | [ 49 ] [ 50 ]                                                           |
| 15        | 6 noiembrie 2024  | live TV                    | TVR Info                                                            | Marinela Mititelu                 | [ 51 ] [ 52 ]                                                           |
| 16        | 6 noiembrie 2024  | live TV                    | Digi 24                                                             | Anca Orheian                      | [ 53 ] [ 54 ] [ 55 ]                                                    |
| 17        | 6 noiembrie 2024  | live TV                    | TVR Timișoara                                                       | Ramona Boroșovici                 | [ 56 ] [ 57 ] [ 58 ]                                                    |
| 18        | 6 noiembrie 2024  | video streaming            | Gândul                                                              | Denise Rifai                      | [ 59 ] [ 60 ] [ 61 ] [ 62 ]                                             |
| 19        | 7 noiembrie 2024  | live TV                    | TVR Timișoara                                                       | Ramona Boroșovici                 | [ 63 ] [ 64 ]                                                           |
| 20        | 11 noiembrie 2024 | live TV                    | Euronews România                                                    | Claudiu Popa                      | [ 65 ]                                                                  |
| 21        | 12 noiembrie 2024 | live radio                 | Radio România Actualități                                           | Ianna Ioniță                      | [ 66 ]                                                                  |
| 22        | 12 noiembrie 2024 | live TV                    | TVR 1                                                               | Ramona Avramescu, Marian Voicu    | [ 67 ]                                                                  |
| 23        | 13 noiembrie 2024 | live TV                    | Digi24                                                              | Cosmin Prelipceanu, Liliana Ruse  | [ 68 ] [ 69 ]                                                           |
| 24        | 13 noiembrie 2024 | live TV                    | Antena 3                                                            | Mihai Gâdea                       | [ 70 ] [ 71 ]                                                           |
| 25        | 14 noiembrie 2024 | live TV                    | Digi24                                                              | Cosmin Prelipceanu, Liliana Ruse  | [ 72 ]                                                                  |
| 26        | 15 noiembrie 2024 | transmisie TV înregistrată | TVR 1 (transmis și pe: TVR Info, TVR Moldova șși TVR Internațional) | Ramona Avramescu, Marian Voicu    | [ 73 ] [ 74 ] [ 75 ] [ 76 ] [ 77 ] [ 78 ] [ 79 ] [ 80 ] [ 81 ]          |
| 27        | 17 noiembrie 2024 | video podcast înregistrat  | podcastul lui Ștefan Mandachi                                       | Ștefan Mandachi                   | [ 82 ] [ 83 ]                                                           |
| 28        | 17 noiembrie 2024 | live TV                    | România TV                                                          | Simona Gheorghe                   | [ 84 ] [ 85 ] [ 86 ] [ 87 ] [ 88 ]                                      |
| 29        | 17 noiembrie 2024 | live TV                    | B1 TV                                                               | Gabriela Mihai                    | [ 89 ] [ 90 ] [ 91 ]                                                    |
| 30        | 18 noiembrie 2024 | live radio                 | Radio România Actualități                                           | Ianna Ioniță                      | [ 92 ] [ 93 ] [ 94 ] [ 95 ] [ 96 ] [ 97 ]                               |
| 31        | 18 noiembrie 2024 | live TV                    | TVR Timișoara                                                       | Ramona Boroșovici                 | [ 98 ] [ 99 ]                                                           |
| 32        | 18 noiembrie 2024 | live TV                    | Digi24, Universitatea Babeș-Bolyai                                  | Cosmin Prelipceanu, Liliana Ruse  | [ 100 ] [ 101 ] [ 102 ] [ 103 ] [ 104 ] [ 105 ] [ 106 ] [ 107 ] [ 108 ] |
| 33        | 19 noiembrie 2024 | live TV                    | TVR 1                                                               | Ramona Avramescu, Marian Voicu    | [ 109 ] [ 110 ] [ 111 ]                                                 |
| 34        | 20 noiembrie 2024 | live TV                    | TVR Info                                                            | Roxana Zamfirescu, Claudiu Lucaci | [ 112 ] [ 113 ] [ 114 ]                                                 |
| 35        | 20 noiembrie 2024 | live TV                    | Metropola TV                                                        | Radu Preda                        | [ 115 ] [ 116 ] [ 117 ] [ 118 ]                                         |
| 36        | 21 noiembrie 2024 | video streaming            | Micutzu Standup Official                                            | Cosmin Nedelcu                    | [ 119 ] [ 120 ] [ 121 ]                                                 |
| 37        | 21 noiembrie 2024 | live TV                    | Metropola TV                                                        | Radu Preda                        | [ 122 ] [ 123 ]                                                         |

### Participare la dezbateri
Următorul tabel prezintă candidații participanți la fiecare dezbatere:
- P - Prezent
- N - Nu a fost invitat/Invitație refuzată
- A - Absent cu invitație acceptată

| Candidat   | 1 | 2 | 3 | 4 | 5 | 6 | 7 | 8 | 9 | 10 | 11 | 12 | 13 | 14 | 15 | 16 | 17 | 18 | 19 | 20 | 21 | 22 | 23 | 24 | 25 | 26 | 27 | 28 | 29 | 30 | 31 | 32 | 33 | 34 | 35 | 36 | 37 | Total participări | Interacții cu alți candidați |
| ---------- | - | - | - | - | - | - | - | - | - | -- | -- | -- | -- | -- | -- | -- | -- | -- | -- | -- | -- | -- | -- | -- | -- | -- | -- | -- | -- | -- | -- | -- | -- | -- | -- | -- | -- | ----------------- | ---------------------------- |
| Birchall   | N | N | N | N | N | N | P | P | A | N  | N  | N  | N  | N  | N  | N  | N  | N  | P  | N  | P  | P  | N  | P  | P  | P  | P  | N  | N  | N  | P  | N  | N  | P  | N  | N  | P  | 12                | 7/13                         |
| Ciolacu    | N | N | A | N | N | N | N | N | N | N  | N  | N  | N  | N  | N  | N  | N  | N  | N  | N  | N  | N  | N  | N  | N  | A  | N  | A  | N  | N  | N  | A  | N  | N  | N  | N  | N  | 0                 | 0/13                         |
| Ciucă      | N | A | N | N | N | N | N | N | N | N  | N  | N  | A  | N  | N  | N  | N  | N  | A  | N  | N  | N  | N  | N  | N  | A  | N  | A  | N  | N  | N  | A  | N  | N  | N  | N  | N  | 0                 | 0/13                         |
| Diaconescu | N | N | N | P | N | N | A | N | N | N  | P  | N  | A  | N  | N  | P  | N  | P  | N  | N  | N  | A  | N  | P  | N  | P  | P  | P  | N  | N  | N  | P  | N  | N  | N  | N  | N  | 9                 | 11/13                        |
| Geoană     | N | N | N | N | N | N | N | N | N | N  | N  | N  | N  | N  | N  | N  | N  | N  | N  | N  | N  | N  | N  | N  | N  | A  | A  | N  | N  | N  | N  | P  | N  | N  | N  | N  | N  | 1                 | 5/13                         |
| Georgescu  | P | N | N | N | P | P | P | N | N | N  | N  | P  | N  | N  | P  | N  | P  | N  | N  | N  | P  | N  | P  | N  | N  | P  | N  | N  | N  | P  | P  | N  | P  | P  | N  | N  | N  | 14                | 8/13                         |
| Kelemen    | N | N | P | P | N | N | N | N | N | N  | N  | N  | N  | N  | N  | N  | A  | N  | N  | N  | A  | N  | N  | N  | N  | A  | N  | N  | N  | P  | N  | P  | N  | N  | N  | N  | N  | 4                 | 8/13                         |
| Lasconi    | N | N | N | N | N | N | N | N | N | N  | N  | N  | N  | N  | N  | N  | N  | N  | N  | N  | N  | N  | N  | N  | N  | A  | N  | N  | N  | A  | N  | P  | A  | N  | N  | P  | N  | 2                 | 5/13                         |
| Păcuraru   | N | P | N | N | A | N | N | N | N | N  | N  | N  | P  | N  | N  | N  | N  | N  | P  | P  | N  | N  | P  | N  | N  | P  | N  | N  | P  | N  | N  | N  | N  | N  | P  | N  | N  | 7                 | 7/13                         |
| Popescu    | P | N | N | N | P | P | N | N | P | P  | N  | N  | N  | P  | N  | N  | P  | N  | N  | P  | N  | N  | N  | N  | P  | P  | N  | N  | N  | P  | A  | N  | P  | N  | P  | N  | N  | 13                | 8/13                         |
| Predoiu    | N | N | N | N | N | N | N | N | N | N  | N  | P  | P  | N  | N  | N  | N  | N  | A  | N  | N  | N  | N  | N  | N  | P  | N  | N  | N  | N  | N  | N  | N  | N  | P  | N  | N  | 5                 | 7/13                         |
| Simion     | A | N | N | N | N | N | N | N | N | A  | N  | N  | N  | A  | N  | N  | N  | N  | N  | N  | N  | N  | N  | N  | N  | A  | A  | N  | N  | N  | N  | P  | N  | N  | N  | P  | N  | 2                 | 5/13                         |
| Terheș     | N | P | P | N | N | P | N | N | P | P  | N  | N  | N  | P  | P  | N  | P  | N  | N  | N  | N  | P  | N  | P  | P  | P  | P  | N  | N  | N  | N  | N  | N  | N  | N  | N  | P  | 14                | 8/13                         |
| Orban      | N | N | P | P | N | N | N | P | N | N  | P  | N  | N  | N  | A  | P  | N  | P  | N  | N  | P  | N  | N  | N  | N  | P  | N  | P  | P  | N  | N  | P  | -  | -  | -  | -  | -  | 11                | 11/13                        |

## Nominalizare

### Partidul Național Liberal (PNL)
Președintele Klaus Iohannis nu mai este eligibil pentru o nouă candidatură, prin urmare partidul are nevoie de un alt candidat pentru acest post. Fostul premier și președinte al PNL Ludovic Orban a declarat la Tecuci, județul Galați, pe 22 mai 2021, că nu exclude o candidatură în 2024. Pe 25 iunie 2021, pe atunci prim-ministru Florin Cîțu a declarat la Piatra-Neamț că nu ia în considerare o candidatură la prezidențiale. Mai mult, unii lideri ai partidului au luat în considerare ca Iohannis să devină prim-ministru după ce își predă mandatul de președinte. Pe 15 septembrie 2024, președintele partidului, Nicolae Ciucă, a fost desemnat prin unanimitate de voturi candidatul Partidului Național Liberal (PNL) la alegerile prezidențiale din 2024.
| Nicolae Ciucă                                  |
| ---------------------------------------------- |
|                                                |
| Președintele Senatului României (2023–prezent) |

### Partidul Social Democrat (PSD)
Într-un talk-show televizat din 24 aprilie 2021, liderul partidului Marcel Ciolacu a declarat că ar fi „foarte probabil” ca președintele partidului (însuși el, la acea vreme) să nu candideze la președinție în 2024. Întrebat despre luarea în considerare a unei candidaturi la președinție, membru al Camerei Deputaților, Alexandru Rafila a răspuns vag pe 4 iulie 2021 „niciodată să nu spui niciodată”, dar a subliniat că candidatura la președinție „cu siguranță nu este scopul meu”. Într-un alt talk-show televizat, fostul premier Sorin Grindeanu a declarat că partidul „mege spre victorie” la toate alegerile programate pentru 2024 (legislative, locale, europarlamentare și prezidențiale) și „nu a exclus” ca Mircea Geoană să fie, din nou, candidatul la președinție al partidului. Geoană a candidat pentru funcția de președinte în 2009, dar a pierdut la mică distanță în turul doi în fața lui Traian Băsescu, care a fost apoi reales pentru un al doilea și ultim mandat. Potrivit speculațiilor de la acea vreme, Geoană ar putea candida la președinție în 2024, dar nu este încă clar dacă va primi sprijinul PSD, potrivit președintelui în exercițiu al PSD, Marcel Ciolacu. Pe 24 august 2024, la congresul PSD, Marcel Ciolacu a fost desemnat oficial candidat la președinție al partidului.
| Marcel Ciolacu                         |
| -------------------------------------- |
|                                        |
| Prim-ministrul României (2023–prezent) |

### Uniunea Salvați România (USR)
Fostul candidat din 2019, Dan Barna (și fostul copreședinte al partidului) a declarat în mai multe interviuri din aprilie 2021 că o candidatură a sa „nu este exclusă” și e un „scenariu real”. Copreședintele partidului, Dacian Cioloș, a declarat într-un interviu din 18 februarie 2021 că are în vedere și o potențială candidatură. Pe 1 octombrie 2021, Cioloș a declarat că obiectivul său a fost câștigarea alegerilor prezidențiale din 2024. Pe 29 iunie 2024, la Congresul USR, nou-aleasa președintă a partidului, Elena Lasconi, a fost desemnată oficial candidat la președinția țării de către partid de asemenea. Pe 18 noiembrie, aceasta a primit oficial susținere din partea Alianței Forțelor de Dreapta Liberal-Conservatoare după ce Ludovic Orban s-a retras din cursă. Pe 21 noiembrie, Elena Lasconi a primit susținere oficială în ultimele zile de campanie din partea partidului Reînnoim Proiectul European al României (REPER), precum și din partea lui Dacian Cioloș.
| Elena Lasconi                                  |
| ---------------------------------------------- |
|                                                |
| Primarul Municipiului Câmpulung (2020–prezent) |

### Alianța pentru Unirea Românilor (AUR)
Pe 15 iunie 2024, Consiliul Național de Conducere al Alianței pentru Unirea Românilor l-a desemnat pe George Simion drept candidatul formațiunii la alegerile prezidențiale.
| George Simion          |
| ---------------------- |
|                        |
| Deputat (2020–prezent) |

### Uniunea Democrată a Maghiarilor din România (UDMR/RMDSZ)
Pe 6 septembrie 2024, conducerea UDMR/RMDSZ l-a desemnat pe Hunor Kelemen drept candidatul formațiunii la alegerile prezidențiale, acesta va candida pentru a patra oară din partea formațiunii la aceste alegeri.
| Hunor Kelemen          |
| ---------------------- |
|                        |
| Deputat (2000–prezent) |

### Alianța Forțelor de Dreapta Liberal-Conservatoare (AFDLC)
La data de 16 septembrie 2024, conducerile partidelor Forța Dreptei (FD) și Partidul Mișcarea Populară (PMP) l-au desemnat pe Ludovic Orban drept candidatul ambelor formațiuni politice la alegerile prezidențiale din acest an. Ulterior, la data de 27 septembrie 2024, Partidul Alternativa Dreaptă (AD) și-a anunțat sprijinul pentru candidatura lui Ludovic Orban de asemenea. Recent, Partidul Național Țărănesc Maniu-Mihalache (PNȚMM) a decis să îl susțină la rândul acestuia pe Ludovic Orban în cursa electorală pentru Palatul Cotroceni. În total, cele 4 partide politice anterior enumerate formează Alianța Forțelor de Dreapta Liberal-Conservatoare (AFDLC). Pe 18 noiembrie, Ludovic Orban la dezbaterea transmisă de postul de televiziune Digi24 și-a anunțat retragerea din cursa prezidențială și susținerea pentru Elena Lasconi, candidatul USR la președinție.
| Ludovic Orban          |
| ---------------------- |
|                        |
| Deputat (2020–prezent) |

### Mircea Geoană (independent)
Speculațiile cu privire la o posibilă candidatură a lui Mircea Geoană pentru alegerile prezidențiale din 2024 au existat încă din 2022, acesta însă până la momentul anunțării oficiale a candidaturii, pe 11 septembrie 2024, a oferit de fiecare dată un răspuns vag cu privire la această posibilitate. Pe 11 septembrie 2024, Mircea Geoană și-a anunțat oficial candidatura la alegerile prezidențiale din România după ce cu o zi înainte și-a încheiat mandatul de secretar general adjunct al NATO, candidând ca independent.
| Mircea Geoană                                |
| -------------------------------------------- |
|                                              |
| Secretar general adjunct al NATO (2019–2024) |

### Alte nominalizări
Alte candidaturi anunțate oficial includ:
- Cristian Terheș din partea PNCR;
- Silviu Predoiu din partea PLAN (Partidul Liga Acțiunii Naționale);
- Independenți: Cristian Diaconescu, Ana Birchall și Călin Georgescu.

### Candidați invalidați
Diana Șoșoacă din partea S.O.S. România

### Interesul exprimat în mod public
Următorii indivizi nu și-au declarat intenția clară de a candida, dar au luat în considerare o candidatură pentru alegerile prezidențiale din anul 2024:
| Nume             | Născut                             | Experiență în funcție publică                                                 | Afiliere și aprobare                      | Alma mater și profesie                                                                                      | Informații legate de candidatură               |
| ---------------- | ---------------------------------- | ----------------------------------------------------------------------------- | ----------------------------------------- | --- | ---------------------------------------------- |
| Remus Cernea     | 25 iunie 1974 (48 ani) București   | Deputat (2012–2016)                                                           | Afiliere: niciuna sau Partidul Verde (PV) | Universitatea din București (2002) Activist civic                                                           | Intenție: 22 februarie 2022                    |
| Andrei Marga     | 22 mai 1946 (77 ani) București     | Ministrul Afacerilor Externe (2012) Ministrul Educației Naționale (1997–2000) | Afiliere: niciuna                         | Universitatea Babeș-Bolyai (1971) Filosof                                                                   | Având în vedere candidatura: 18 octombrie 2022 |
| Florin Călinescu | 29 aprilie 1956 (67 ani) Timișoara | Președintele Partidului Verde (2019–2022)                                     | Afiliere: Partidul Diaspora Unită         | Universitatea Națională de Artă Teatrală și Cinematografică „Ion Luca Caragiale” din București (1979) Actor | Având în vedere candidatura: 26 februarie 2024 |

## Prezență la vot

### Turul 1 de scrutin

Prezența la vot în primul tur de scrutin anulat

Performanța electorală a candidaților PSD, PNL și PD/PDL în primul tur al alegerilor prezidențiale în perioada 2000─2024

Prezența la vot a fost mai mare decât în 2019, cu 9,465,257 de români mergând la urne, reprezentând 52,55% din populația cu drept de vot.
| Data  | 24 noiembrie 2024 | Comparativ cu | 10 noiembrie 2019 | Data  |
| Ora   | 24 noiembrie 2024 | Comparativ cu | 10 noiembrie 2019 | Ora   |
| ----- | ----------------- | ------------- | ----------------- | ----- |
| 08:00 | 2,52%             | <             | 3,06%             | 08:00 |
| 09:00 | 4,26%             | <             | 5,19%             | 09:00 |
| 10:00 | 7,21%             | <             | 8,62%             | 10:00 |
| 11:00 | 11,34%            | <             | 12,92%            | 11:00 |
| 12:00 | 16,47%            | <             | 17,82%            | 12:00 |
| 13:00 | 21,99%            | <             | 22,88%            | 13:00 |
| 14:00 | 27,11%            | <             | 27,42%            | 14:00 |
| 15:00 | 32,02%            | >             | 31,84%            | 15:00 |
| 16:00 | 36,76%            | >             | 36,28%            | 16:00 |
| 17:00 | 41,49%            | >             | 40,96%            | 17:00 |
| 18:00 | 45,86%            | >             | 45,40%            | 18:00 |
| 19:00 | 49,02%            | >             | 48,46%            | 19:00 |
| 20:00 | 51,19%            | >             | 50,37%            | 20:00 |
| 21:00 | 52,40%            | >             | 51,28%            | 21:00 |

## Rezultatele primului tur anulat

Candidații care au obținut cele mai multe voturi (per UAT) în primul tur de scrutin

| Nume                                           | Nume                | Partid și susținere                                                      | Primul tur | Primul tur   |
| Nume                                           | Nume                | Partid și susținere                                                      | Voturi     | Procente (%) |
| ---------------------------------------------- | ------------------- | ------------------------------------------------------------------------ | ---------- | ------------ |
|                                                | Călin Georgescu     | Independent                                                              | 2.120.401  | 22,94        |
|                                                | Elena Lasconi       | Uniunea Salvați România (susținută de AFDLC și REPER)                    | 1.772.500  | 19,18        |
|                                                | Marcel Ciolacu      | Partidul Social Democrat                                                 | 1.769.760  | 19,15        |
|                                                | George Simion       | Alianța pentru Unirea Românilor                                          | 1.281.325  | 13,86        |
|                                                | Nicolae Ciucă       | Partidul Național Liberal                                                | 811.952    | 8,79         |
|                                                | Mircea Geoană       | Independent (susținut de România Renaște și Partidul România în Acțiune) | 583.898    | 6,32         |
|                                                | Hunor Kelemen       | Uniunea Democrată Maghiară din România                                   | 416.353    | 4,50         |
|                                                | Cristian Diaconescu | Independent                                                              | 286.842    | 3,10         |
|                                                | Cristian Terheș     | Partidul Național Conservator Român                                      | 95.782     | 1,04         |
|                                                | Ana Birchall        | Independent                                                              | 42.853     | 0,46         |
|                                                | Ludovic Orban       | Forța Dreptei                                                            | 20.089     | 0,22         |
|                                                | Sebastian Popescu   | Partidul Noua Românie                                                    | 14.683     | 0,16         |
|                                                | Alexandra Păcuraru  | Independent                                                              | 14.502     | 0,16         |
|                                                | Silviu Predoiu      | Partidul Liga Acțiunii Naționale                                         | 11.246     | 0,12         |
| Voturi valide                                  | Voturi valide       | Voturi valide                                                            | 9.242.186  | 97,65        |
| Voturi nule                                    | Voturi nule         | Voturi nule                                                              | 223.132    | 2,35         |
| Total                                          | Total               | Total                                                                    | 9.465.257  | 100.00       |
| Sursa: Autoritatea Electorală Permanentă (AEP) |                     |                                                                          |            |              |

| Județ                                          | Georgescu | Georgescu | Lasconi   | Lasconi | Ciolacu   | Ciolacu | Simion    | Simion | Ciucă   | Ciucă  | Geoană  | Geoană | Kelemen | Kelemen |       |
| Județ                                          | Voturi    | %         | Voturi    | %       | Voturi    | %       | Voturi    | %      | Voturi  | %      | Voturi  | %      | Voturi  | %       |       |
| ---------------------------------------------- | --------- | --------- | --------- | ------- | --------- | ------- | --------- | ------ | ------- | ------ | ------- | ------ | ------- | ------- | ----- |
| Județ                                          | Alba      | 33,534    | 21.88%    | 21,669  | 14.14%    | 24,175  | 15.77%    | 24,473 | 15.97%  | 28,191 | 18.39%  | 8,214  | 5.36%   | 4,326   | 2.82% |
| Arad                                           | 39,940    | 23.29%    | 25,016    | 14.58%  | 25,522    | 14.88%  | 29,571    | 17.24% | 22,701  | 13.23% | 8,896   | 5.18%  | 8,525   | 4.97%   |       |
| Argeș                                          | 66,494    | 24.84%    | 48,253    | 18.03%  | 66,229    | 24.74%  | 38,932    | 14.54% | 20,304  | 7.58%  | 14,977  | 5.59%  | 411     | 0.15%   |       |
| Bacău                                          | 55,255    | 23.35%    | 39,126    | 16.53%  | 58,805    | 24.85%  | 37,376    | 15.79% | 15,163  | 6.40%  | 15,756  | 6.66%  | 2,203   | 0.93%   |       |
| Bihor                                          | 40,789    | 16.81%    | 30,266    | 12.47%  | 40,761    | 16.80%  | 28,309    | 11.66% | 36,745  | 15.14% | 10,077  | 4.15%  | 43,959  | 18.12%  |       |
| Bistrița-Năsăud                                | 28,413    | 25.44%    | 14,655    | 13.12%  | 25,474    | 22.81%  | 15,366    | 13.76% | 11,412  | 10.21% | 6,785   | 6.07%  | 3,889   | 3.48%   |       |
| Botoșani                                       | 37,249    | 25.75%    | 14,812    | 10.24%  | 40,057    | 27.69%  | 23,391    | 16.17% | 12,834  | 8.87%  | 9,282   | 6.41%  | 384     | 0.26%   |       |
| Brașov                                         | 55,057    | 20.71%    | 70,209    | 26.41%  | 39,270    | 14.77%  | 31,273    | 11.76% | 19,502  | 7.33%  | 22,750  | 8.55%  | 9,896   | 3.72%   |       |
| Brăila                                         | 32,360    | 26.33%    | 14,347    | 11.67%  | 33,877    | 27.57%  | 18,512    | 15.06% | 10,387  | 8.45%  | 6,756   | 5.49%  | 431     | 0.35%   |       |
| București                                      | 132,656   | 14.54%    | 326,844   | 35.82%  | 135,374   | 14.83%  | 91,020    | 9.97%  | 60,415  | 6.62%  | 94,500  | 10.36% | 4,180   | 0.46%   |       |
| Buzău                                          | 40,176    | 22.31%    | 18,824    | 10.45%  | 72,892    | 40.49%  | 23,222    | 12.90% | 9,865   | 5.48%  | 7,952   | 4.41%  | 307     | 0.17%   |       |
| Caraș-Severin                                  | 22,300    | 22.10%    | 12,667    | 12.55%  | 27,112    | 26.87%  | 17,285    | 17.13% | 10,368  | 10.27% | 4,869   | 4.82%  | 842     | 0.83%   |       |
| Călărași                                       | 28,189    | 26.16%    | 11,951    | 11.09%  | 27,969    | 25.96%  | 17,868    | 16.58% | 12,136  | 11.26% | 4,929   | 4.57%  | 372     | 0.34%   |       |
| Cluj                                           | 53,461    | 15.36%    | 105,733   | 30.38%  | 36,734    | 10.55%  | 37,654    | 10.82% | 33,239  | 9.55%  | 28,028  | 8.05%  | 31,315  | 9.00%   |       |
| Constanța                                      | 78,723    | 26.50%    | 57,768    | 19.44%  | 49,743    | 16.74%  | 43,236    | 14.55% | 24,944  | 8.39%  | 22,777  | 7.66%  | 824     | 0.27%   |       |
| Covasna                                        | 5,530     | 7.26%     | 4,730     | 6.21%   | 4,876     | 6.40%   | 4,191     | 5.50%  | 1,772   | 2.32%  | 1,418   | 1.86%  | 52,078  | 68.39%  |       |
| Dâmbovița                                      | 53,482    | 26.03%    | 27,951    | 13.60%  | 56,694    | 27.59%  | 31,075    | 15.12% | 15,767  | 7.67%  | 10,913  | 5.31%  | 365     | 0.17%   |       |
| Dolj                                           | 48,124    | 17.92%    | 35,472    | 13.20%  | 81,714    | 30.42%  | 42,785    | 15.93% | 32,297  | 12.02% | 18,288  | 6.81%  | 394     | 0.14%   |       |
| Galați                                         | 47,675    | 22.11%    | 32,538    | 15.09%  | 57,928    | 26.87%  | 34,645    | 16.07% | 15,784  | 7.32%  | 14,109  | 6.54%  | 626     | 0.29%   |       |
| Giurgiu                                        | 26,461    | 22.97%    | 10,680    | 9.27%   | 23,522    | 20.42%  | 15,451    | 13.41% | 30,573  | 26.54% | 4,708   | 4.08%  | 184     | 0.15%   |       |
| Gorj                                           | 32,981    | 23.44%    | 14,955    | 10.63%  | 36,836    | 26.18%  | 31,206    | 22.18% | 12,200  | 8.67%  | 6,798   | 4.83%  | 574     | 0.40%   |       |
| Harghita                                       | 4,114     | 3.49%     | 4,195     | 3.56%   | 4,346     | 3.69%   | 3,183     | 2.70%  | 1,600   | 1.35%  | 1,480   | 1.25%  | 97,290  | 82.65%  |       |
| Hunedoara                                      | 37,117    | 22.34%    | 24,283    | 14.61%  | 36,706    | 22.09%  | 30,973    | 18.64% | 13,626  | 8.20%  | 9,926   | 5.97%  | 3,330   | 2.00%   |       |
| Ialomița                                       | 25,171    | 27.06%    | 11,701    | 12.58%  | 25,665    | 27.59%  | 16,324    | 17.55% | 5,078   | 5.45%  | 4,806   | 5.16%  | 332     | 0.35%   |       |
| Iași                                           | 75,455    | 22.01%    | 84,440    | 24.63%  | 63,281    | 18.46%  | 43,866    | 12.79% | 29,466  | 8.59%  | 26,679  | 7.78%  | 855     | 0.24%   |       |
| Ilfov                                          | 61,895    | 23.56%    | 67,229    | 25.59%  | 33,977    | 12.93%  | 32,759    | 12.47% | 30,242  | 11.51% | 21,977  | 8.36%  | 739     | 0.28%   |       |
| Maramureș                                      | 37,158    | 22.63%    | 27,812    | 16.94%  | 31,144    | 18.97%  | 26,173    | 15.94% | 15,637  | 9.52%  | 9,551   | 5.81%  | 7,437   | 4.53%   |       |
| Mehedinți                                      | 17,454    | 15.43%    | 8,039     | 7.11%   | 40,466    | 35.79%  | 18,524    | 16.38% | 21,062  | 18.62% | 4,012   | 3.54%  | 264     | 0.23%   |       |
| Mureș                                          | 31,201    | 14.70%    | 29,076    | 13.70%  | 27,355    | 12.89%  | 26,370    | 12.43% | 14,761  | 6.95%  | 10,438  | 4.92%  | 64,928  | 30.60%  |       |
| Neamț                                          | 45,065    | 24.24%    | 28,682    | 15.43%  | 43,790    | 23.55%  | 30,760    | 16.54% | 15,399  | 8.28%  | 11,010  | 5.92%  | 857     | 0.46%   |       |
| Olt                                            | 29,832    | 21.79%    | 15,676    | 8.57%   | 71,054    | 38.88%  | 27,137    | 14.85% | 15,512  | 8.48%  | 7,819   | 4.27%  | 213     | 0.11%   |       |
| Prahova                                        | 82,268    | 26.03%    | 57,504    | 18.19%  | 61,709    | 19.52%  | 45,880    | 14.51% | 26,447  | 8.36%  | 21,980  | 6.95%  | 778     | 0.24%   |       |
| Satu Mare                                      | 15,606    | 13.28%    | 12,810    | 10.90%  | 17,545    | 14.93%  | 12,749    | 10.85% | 10,536  | 8.96%  | 4,545   | 3.86%  | 39,640  | 33.73%  |       |
| Sălaj                                          | 15,311    | 16.48%    | 11,648    | 12.53%  | 14,575    | 15.68%  | 10,814    | 11.64% | 12,823  | 13.80% | 4,392   | 4.72%  | 18,573  | 19.99%  |       |
| Sibiu                                          | 47,770    | 26.34%    | 42,755    | 23.58%  | 21,650    | 11.94%  | 21,129    | 11.65% | 19,453  | 10.73% | 12,780  | 7.04%  | 2,320   | 1.27%   |       |
| Suceava                                        | 72,752    | 28.47%    | 28,815    | 11.27%  | 58,344    | 22.83%  | 44,675    | 17.48% | 22,255  | 8.71%  | 14,019  | 5.48%  | 856     | 0.33%   |       |
| Teleorman                                      | 25,839    | 18.60%    | 11,306    | 8.13%   | 53,430    | 38.46%  | 20,243    | 14.57% | 17,866  | 12.86% | 5,404   | 3.89%  | 155     | 0.11%   |       |
| Timiș                                          | 66,016    | 21.37%    | 87,726    | 28.40%  | 42,865    | 13.87%  | 42,935    | 13.90% | 21,007  | 6.80%  | 22,988  | 7.44%  | 5,596   | 1.81%   |       |
| Tulcea                                         | 21,185    | 26.89%    | 10,741    | 13.63%  | 16,537    | 20.99%  | 15,545    | 19.73% | 5,722   | 7.26%  | 4,523   | 5.74%  | 216     | 0.27%   |       |
| Vaslui                                         | 32,352    | 23.06%    | 18,645    | 13.29%  | 42,503    | 30.30%  | 23,461    | 16.72% | 8,857   | 6.31%  | 7,265   | 5.18%  | 464     | 0.33%   |       |
| Vâlcea                                         | 34,484    | 22.76%    | 18,695    | 12.34%  | 39,397    | 26.01%  | 28,007    | 18.49% | 14,816  | 9.78%  | 8,766   | 5.78%  | 401     | 0.26%   |       |
| Vrancea                                        | 27,407    | 20.34%    | 16,098    | 11.94%  | 34,862    | 25.87%  | 26,510    | 19.67% | 16,007  | 11.88% | 7,104   | 5.27%  | 215     | 0.15%   |       |
| Diaspora                                       | 345,925   | 43.35%    | 214,033   | 26.82%  | 22,893    | 2.87%   | 96,339    | 12.07% | 36,934  | 4.63%  | 38,966  | 4.88%  | 4,738   | 0.59%   |       |
| Total                                          | 2,120,401 | 22.94%    | 1,772,500 | 19.18%  | 1,769,760 | 19.15%  | 1,281,325 | 13.86% | 811,952 | 8.79%  | 583,898 | 6.32%  | 416,353 | 4.50%   |       |
| Sursă: Autoritatea Electorală Permanentă (AEP) |           |           |           |         |           |         |           |        |         |        |         |        |         |         |       |

## Urmări
Rezultatele primului tur de scrutin au fost descrise pe scară largă ca un șoc, ambii concurenți din turul doi, Călin Georgescu și Elena Lasconi, depășind așteptările din sondaje. Performanța dezamăgitoare a premierului Marcel Ciolacu a dus la primele alegeri prezidențiale din istoria României post-comuniste în care candidatul social-democrat nu a ajuns în turul doi de scrutin. Național-liberalii au obținut cel mai slab rezultat din istoria lor postdecembristă într-o cursă prezidențială, Nicolae Ciucă situându-se pe locul cinci cu 8,79% din voturi. Un rezultat slab a înregistrat și președintele Alianței pentru Unirea Românilor, după ce s-a speculat pe scară largă că George Simion va ajunge în turul al doilea..
După ce nu a reușit să avanseze în turul 2, Marcel Ciolacu și-a anunțat demisia din funcția de lider al Partidului Social Democrat pe 25 noiembrie. Cu toate acestea, el a rămas prim-ministru până la formarea unui nou guvern în urma alegerilor parlamentare din 1 decembrie. Pe fondul discuțiilor despre rolul rețelelor sociale și prezența puternică a lui Călin Georgescu, Ciolacu a cerut, de asemenea, ca finanțarea campaniei lui Georgescu pe TikTok să fie revizuită, în timp ce europarlamentarul și liderul Renew Europe Valérie Hayer i-a cerut CEO-ului TikTok să răspundă la întrebări despre rolul platformei în alegeri în fața Parlamentului European, invocând Legea privind serviciile digitale.
Klaus Iohannis, a convocat ședința Consiliului Suprem de Apărare a Țării, pe tema unor posibile riscuri la adresa securității naționale generate de acțiunile unor actori cibernetici statali și non-statali asupra unor infrastructuri IT&C, în perioada alegerilor prezidențiale. Ședința CSAT a avut loc la Palatul Cotroceni pe 28 noiembrie 2024.
Doi candidați au cerut la Curtea Constituțională a României anularea primului tur al alegerilor prezidențiale. Pe 28 noiembrie 2024, Judecătorii CCR urmau să decidă în privința cererilor de anulare a primului tur al alegerilor prezidențiale și au decis renumărarea tuturor voturilor din primul tur. În urma renumărării, au validat primul tur. Campania electorală pentru al doilea tur de scrutin începea pe 29 noiembrie și se încheia pe 7 decembrie, la ora 7.

### Anularea alegerilor
Totuși, pe 4 decembrie 2024 președintele Iohannis a desecretizat documente CSAT care au generat suspiciuni cu privire la implicarea în alegeri a unui actor statal străin. Documentele desecretizate au dezvăluit o rețea de 25.000 de conturi TikTok care au devenit foarte active cu două săptămâni înainte de alegeri, 797 dintre acestea fiind create încă din 2016. Nu au fost folosite rețele de boți cu IP static. Dintre cele 25.000, 5.005 se coordonau pe canalul de Telegram propagatorcg (creat în iunie 2024), unde se încuraja să se folosească etichete/hashtag-uri predefinite ca CG, diaspora, CG11 sau calingeorgescu pentru a exploata algoritmii TikTok.
Pe acest canal se ofereau videoclipuri pregătite pentru distribuire, dar și indicații pentru eludarea mecanismelor de verificare ale rețelei: înregistrarea ecranelor și modificarea conținutului pentru a fi perceput de Tiktok ca un conținut original. Tot pe acest canal, membrii erau instruiți să lase comentarii de susținere pe Facebook, YouTube și TikTok. Unele conturi au fost create și utilizate exclusiv pentru a posta conținut de promovare. Alte grupuri de Telegram au fost create în septembrie 2022. Documentul SRI a dezvăluit o campanie plătită numită echilibrusiverticalitate (dovedită ulterior ca aparținând PNL-ului) folosită pentru a-l promova pe Călin Georgescu, unii influenceri nemarcând conținutul ca publicitate.
De asemenea, s-au creat zeci de conturi care au utilizat în fals siglele anumitor instituții precum SRI și Brigada Antiteroristă, distribuind imagini cu acestea, dar și comentarii de susținere a candidatului Georgescu, făcând astfel o asociere și inducând fals impresia că instituțiile respective îl sprijină. Deși în 20 noiembrie 2024 BEC a dispus înlăturarea materialelor de propagandă ale lui Călin Georgescu care nu conțin codul mandatarului financiar (conform legii electorale), iar în 22 noiembrie 2024 TikTok a confirmat Autorității Electorale Permanente eliminarea postărilor prin blocarea accesului de pe teritoriul României, verificări ulterioare au relevat că acest conținut electoral nu a fost șters fiind disponibil și publicului din România, chiar și în afara perioadei campaniei electorale, inclusiv în ziua alegerilor, încălcându-se legislația electorală. Postările rețelei care l-a promovat pe Georgescu au fost catalogate la categoria divertisment, fiind afișate unei plaje largi de utilizatori (aspect care contravine propriilor reguli TikTok privind conținutul politic), fără marcaje adecvate și în afara perioadei de campanie (încălcându-se legea electorală română), în timp ce postările celorlalți candidați se filtrau de către rețea (conform propriilor reguli), dezavantajându-i și afectând principiul egalității de șanse. S-a descoperit că Bogdan Peșchir (bogpr pe TikTok) a efectuat plăți în valoare de 381.000 de dolari către utilizatori care îl promovau pe Georgescu chiar și după încheierea perioadei electorale, deși candidatul declarase buget 0, acestea fiind alte încălcări ale legislației electorale.
SRI a descoperit publicarea unor credențiale de acces la site-urile electorale oficiale pe un site de criminalitate cibernetică rusesc. Au fost peste 85.000 de atacuri cibernetice de tip SQL injection (injectarea de cod malware pentru accesarea și modificarea bazei de date) și cross site scripting pentru a altera conținutul (prezentat) și indisponibiliza infrastructura în perioada 19-25 noiembrie 2024 utilizându-se sisteme informatice din 33 țări și metode de anonimizare avansate.
Resursele considerabile necesare pentru a întreprinde atacul, dar și pentru promovarea lui Georgescu sunt posibile doar de un actor statal, conform SRI. TikTok apreciază că această creștere a conturilor de promovare a candidatului nu a fost organică (similară unor evenimente virale), ci au fost voluntari coordonați (mass guerilla political campaign) și diseminarea mesajelor a fost făcută în roiuri (swarming) folosind mesaje identice.
Ministerul Afacerilor Interne relatează că analiza metrică a relevat o creștere abruptă în intervalul 13-26 noiembrie 2024, ajungând pe locul 9 la nivel mondial în topul trendurilor de promovare a conținutului video a hashtagurilor campaniei lui Călin Georgescu, fără ca aceasta să fie artificială, explozia vizualizărilor (de sute de milioane) fiind înregistrată mai ales după 25 noiembrie. Campania echilibrușiverticalitate, dovedită ulterior a PNL-ului și similară cu campania Frate lângă Frate a Rusiei din Ucraina, a fost acaparată prin asocierea profilului ideal de președinte promovat cu un număr ridicat de comentarii în care se menționa numele lui Georgescu.
Noile documente au determinat Curtea Constituțională să ia decizia anulării primului tur și reluarea procesului electoral în totalitate. În motivarea deciziei, CCR a arătat în hotărârea nr. 32 din 6 decembrie 2024 că „procesul electoral privind alegerea Președintelui României a fost viciat pe toată durata desfășurării lui și în toate etapele de multiple neregularități și încălcări ale legislației electorale care au distorsionat caracterul liber și corect al votului exprimat de cetățeni și egalitatea de șanse a competitorilor electorali, au afectat caracterul transparent și echitabil al campaniei electorale și au nesocotit reglementările legale referitoare la finanțarea acesteia.” (art. 5 al hotărârii) Curtea consideră că statul are „obligația de a asigura un proces electoral transparent în toate componentele sale” (art. 9) și de a „preveni orice interferență nejustificată” (art. 10). Curtea constată că s-a încălcat art. 81 alin. (1) din Constituție, deoarece „a fost afectat caracterul liber exprimat al votului” (art. 12), din moment ce „libertatea alegătorilor de a-și forma o opinie include dreptul de a fi corect informați.” „Publicitatea politică se poate transforma uneori într-un „vector de dezinformare, în special atunci când [...] nu își dezvăluie caracterul politic” (art. 13), încălcându-se Regulamentul 2024/900 al Parlamentului European privind privind transparența și vizarea unui public-țintă în publicitatea politică. Se atrage atenția că „trebuie exclusă ingerința unor entități statale sau non-statale în realizarea unor campanii de propagandă sau dezinformare electorală.” (art. 14) Se evidențiază că „alegătorii au fost dezinformați prin intermediul unei campanii electorale în cadrul căreia unul dintre candidați a beneficiat de o promovare agresivă, derulată cu eludarea legislației naționale în domeniul electoral și prin exploatarea abuzivă a algoritmilor platformelor de social-media. Manipularea votului a fost cu atât mai evidentă cu cât materialele electorale de promovare a unui candidat nu au purtat însemnele specifice publicității electorale conform Legii nr. 370/2004. În plus, candidatul a beneficiat și de un tratament preferențial pe platformele de social-media.” (art. 14) În spiritul articolului 37 din Constituție, Curtea constată „că a fost afectată egalitatea de șanse a competitorilor electorali, ceea ce reflectă o alterare a însuși dreptului de a fi ales.” (art. 16) „Expunerea semnificativă a unui candidat a condus la reducerea direct proporțională a expunerii în media online a celorlalți candidați în procesul electoral. [...] utilizarea tehnologiilor digitale și a inteligenței artificiale, atât de către candidați ori competitori electorali, cât și de către partide politice, susținători ori simpatizanții lor trebuie să fie transparentă pentru a garanta integritatea și imparțialitatea alegerilor.” (art. 16) „Curtea ia act de faptul că un candidat a încălcat legislația electorală referitoare la finanțarea campaniei pentru alegerile prezidențiale. Astfel, declarațiile depuse la Autoritatea Electorală Permanentă ale unuia dintre candidați referitoare la bugetul său de campanie, pe care l-a raportat ca fiind 0 lei, sunt în contradicție cu datele prezentate” în notele informative ale serviciilor secrete (art. 18), încălcându-se pct. 107 și 108 din Raportul explicativ la Codul de bune practici în materie electorală și pct. 46 din Declarația interpretativă a Codului de bună conduită în materie electorală privind tehnologiile digitale și inteligența artificială. Conform legii toți candidații sunt obligați să declare un cont bancar asociat campaniei electorale din care să facă plățile, în care să primească donații și să aibă un mandatar financiar, iar materialele electorale trebuie marcate cu codul mandatarului financiar (CMF) și să îndeplinească mai multe cerințe. Alte forme de finanțare sunt ilegale, dar Bogdan Peșchir (bogpr) a finanțat promovarea lui Călin Georgescu cu 381.000 dolari în perioada electorală, fapt confirmat atât de Tiktok, cât și de documentele desecretizate. În urma deciziei, Biroul Electoral Central a dispus oprirea votului din diaspora pentru turul al doilea care tocmai începuse.
Ulterior s-au descoperit și mai multe pliante, afișe, bannere și reviste electorale tipărite de voluntari pentru Călin Georgescu fără codul mandatarului financiar, prin urmare, netrecând prin contul asociat de campanie al acestuia conform legislației în vigoare.
În urma dezvăluirilor din documentele desecretizate, Parchetul General s-a autosesizat pentru posibile fapte de corupere ale alegătorilor, de încălcare a legislației electorale, alte infracțiuni conexe, spălare de bani, finanțarea ilegală a campaniei electorale a unui candidat de către susținătorii săi și infracțiuni informatice (de competența parchetelor regulare) prin crearea și utilizarea unor conturi false. Ulterior, Autoritatea Electorală Permanentă a trimis probe Parchetului privind cheltuielile de campanie ale lui Călin Georgescu.
Specialiștii afirmă că este posibil să fi fost folosite programe informatice (boți) pentru a crește artificial popularitatea, vizualizările, aprecierile sau chiar comentariile în favoarea lui Călin Georgescu, viralizând mesajele, care apoi sunt preluate de conturi reale care consumă asemenea conținut, atrăgându-se atenția asupra acestei breșe a TikTok-ului.
În baza documentelor declasificate DIICOT a deschis un dosar penal in rem pentru infracțiunile de operațiuni ilegale cu dispozitive sau programe informatice, tentativă la infracțiunea de perturbare a funcționării sistemelor informatice și tentativă la infracțiunea de acces ilegal la un sistem informatic.
România nu este primul stat democratic în care s-au anulat alegeri sau în care Curtea Constituțională a intervenit în procesul electoral. S-au anulat și reluat și alegerile prezidențiale din Austria din 2016, iar Curtea Supremă a Statelor Unite a oprit după alegerile din 2000 renumărarea voturilor (pentru care existau suspiciuni) din Florida, decizie care l-a făcut președinte pe George W. Bush.
În urma anulării alegerilor indicii bursieri au început să crească după câteva zile de scădere. Bursa de la București a recuperat cei 6% pierduți în prima săptămână de după primul tur de scrutin abia la trei zile după anularea alegerilor, pe 9 decembrie 2024. Partidul REPER a solicitat Biroului Electoral Central anularea alegerilor parlamentare din 2024 subliniind că motivele care au dus la decizia CCR sunt valabile și pentru alegerile parlamentare. Vlad Gheorghe, liderul partidului DREPT, a cerut de asemenea anularea alegerilor parlamentare invocând (aceleași „cauze”): „ingerința Rusiei”, „manipularea și dezinformarea populației”.
La o săptămână după anularea alegerilor prezidențiale, autoritățile române nu au prezentat public nici o probă a implicării Rusiei sau altui stat în procesul electoral, iar Ministerul de Externe nu a informat public despre vreun protest oficial față de Rusia. Conform articolului 20 al hotărârii nr. 585 din 13 iunie 2002 (dar și al unui ghid SRI), informațiile se declasifică doar când „dezvăluirea informațiilor nu mai poate prejudicia siguranța națională, apărarea țării, ordinea publică, ori interesele persoanelor de drept public sau privat deținătoare”. Noi alegeri au fost în ianuarie 2025 programate pentru luna mai a acelui an. Pe 18 mai, Nicușor Dan a câștigat alegerile prezidențiale din 2025 împotriva lui George Simion, fiind inaugurat președinte pe 26 mai.

### Reacții internaționale
Comisia de la Veneția a publicat la 27 ianuarie 2025 un raport la cererea Adunării Parlamentare a Consiliului Europei în care consideră că anularea alegerilor nu trebuie să fie fundamentată exclusiv pe informații clasificate, ci să se bazeze pe dovezi clare și transparente accesibile publicului. Comisia menționează că rezultatele alegerilor ar trebui să poată fi contestate nu doar de stat, ci și de părțile implicate în procesul electoral, atât publice, cât și private, având în vedere obligațiile statului de a garanta alegeri libere, inclusiv o campanie corectă.
 Polonia: Andrzej Duda, președintele Poloniei, a declarat la 5 februarie 2025 pentru Kanal Zero că, dacă alegerile prezidențiale din Polonia vor fi anulate ca în România, va fi necesar să „apere” rezultatul scrutinului prin proteste, dacă cineva „manipulează” rezultatele. Președintele a sugerat că Comisia Europeană a intervenit în procesul electoral din România și că încearcă să facă același lucru și în Polonia.
 Rusia: Ambasadorul rus Vladimir Lipaev a declarat în februarie 2025 că „dovezile implicării Statelor Unite ale Americii în alegerile din România sunt de netăgăduit” și că „Rusia nu a influențat în niciun fel alegerile prezidențiale din România, iar asta este evident pentru orice om rațional”.
Istoricul și jurnalistul francez Benoît Bréville⁠(fr)[traduceți] a publicat un editorial în Le Monde diplomatique în care afirmă că „În întreaga lume, liderii experimentaseră deja multe metode de a ocoli voința alegătorilor: ignorarea verdictului urnelor prin impunerea unui tratat respins prin referendum, folosirea stratagemelor instituționale pentru a se agăța de putere în ciuda unei înfrângeri, inventarea acuzațiilor de fraudă pentru a păta legitimitatea unui candidat... Dar niciodată, într-o țară democratică, milioane de buletine de vot nu au fost șterse în acest fel.”
 SUA: J.D. Vance, vicepreședinte al SUA, în discursul critic la adresa statelor europene, susținut în cadrul Conferinței de Securitate de la Munchen din 14 februarie 2025, a declarat că „am ajuns, desigur, în punctul în care situația a devenit atât de gravă încât, în decembrie, România a anulat rezultatele alegerilor prezidențiale pe baza unor suspiciuni șubrede ale unui serviciu de informații și a presiunii enorme din partea vecinilor săi continentali. După cum am înțeles eu, campania de dezinformare condusă de Rusia a influențat campania electorală. Poți crede că e greșit ca Rusia să finanțeze campanii pe rețelele sociale care să influențeze alegerile, noi credem că într-adevăr este greșit. Poți să condamni această acțiune pe scena internațională, dar dacă democrația poate fi distrusă cu câteva sute de mii de dolari investite în campanii online de o putere străină, atunci nu vorbim de o democrație puternică”. Discursul său a stârnit reacții vehemente în Europa.